# کاهولاوی
کاهولاوی (به انگلیسی: Kahoolawe) کوچک‌ترین از هشت جزیره اصلی هاوایی است که در جنوب شرقی مائوئی واقع شده است. این جزیرهٔ خشک و بدون سکنه با مساحتی حدود ۱۱۵٫۵ کیلومتر مربع، تاریخچه‌ای طولانی و پرفراز و نشیب دارد.
در گذشته، کاهولاوی محل زندگی بومیان هاوایی بود که از منابع آن برای کشاورزی و ماهیگیری استفاده می‌کردند. اما در طول قرن‌ها، استفاده بیش از حد از زمین و خشکسالی‌های متعدد باعث فرسایش شدید خاک و نابودی پوشش گیاهی جزیره شد.
در طول تاریخ، به دلیل کمبود آب شیرین، جمعیت کمی در کاهولاوی زندگی می‌کردند. در طول جنگ جهانی دوم و دهه‌های بعد، این جزیره به عنوان میدان آموزش نظامی و بمباران توسط نیروهای مسلح ایالات متحده استفاده می‌شد. پس از دهه‌ها اعتراض، نیروی دریایی ایالات متحده تمرینات نظامی خود را در کاهولاوی در سال ۱۹۹۰ متوقف کرد و کل جزیره در سال ۱۹۹۴ به ایالت هاوایی واگذار شد.
امروزه، کاهولاوی به عنوان منطقه حفاظت‌شده تحت نظارت «کمیسیون ذخیره کاهولاوی» قرار دارد و فقط برای مقاصد فرهنگی، معنوی و معیشتی بومیان هاوایی قابل استفاده است و هیچ سکنه دائمی ندارد.
تلاش‌های زیادی برای احیای محیط زیست جزیره و بازگرداندن پوشش گیاهی بومی آن در حال انجام است. همچنین، برنامه‌هایی برای تبدیل کاهولاوی به یک مرکز آموزشی و فرهنگی برای مردم هاوایی و سایر بازدیدکنندگان در دست اجرا است. با این حال، به دلیل وجود مهمات منفجر نشده و خطرات زیست‌محیطی، دسترسی به کاهولاوی محدود است و بازدیدکنندگان فقط با مجوز ویژه می‌توانند به این جزیره سفر کنند.

## جغرافیا
جزیرهٔ کاهولاوی حدود ۱۱ کیلومتر جنوب غربی مائوئی قرار دارد. درازای جزیرهٔ کاهولاوی ۱۸ کیلومتر و پهنای آن ۹٫۷ کیلومتر است و مساحت کل آن ۱۱۶٫۴۷ کیلومتر مربع می‌باشد. بلندترین نقطه آن دهانه آتشفشانی لوآ ماکیکا در قله پو او مائولانویی است که حدود ۴۵۰ متر بالاتر از سطح دریا قرار دارد.
کاهولاوی جزیره‌ای نسبتاً خشک است و به دلیل کم‌ارتفاع بودن و قرار گرفتن در سایه باران آتشفشان هالئاکالا در مائوئی، میزان بارندگی سالانه آن کمتر از ۶۶ سانتی‌متر است. بیش از یک چهارم کاهولاوی دچار فرسایش شده و خاک آن به سختی قابل کشت است.
کاهولاوی یک آتشفشان سپری خاموش است که در دوره پلیستوسن (یکی از دوران زمین‌شناسی) تشکیل شده است. این جزیره زمانی به جزیره مائوئی نویی متصل بود، اما حدود ۳۰۰ هزار سال پیش از آن جدا شد. بیشتر سطح جزیره با گدازه‌های بازالتی پوشیده شده است و یک کاسه آتشفشانی در قسمت شرقی آن وجود دارد. آخرین فعالیت آتشفشانی تأیید شده در این جزیره حدود یک میلیون سال پیش رخ داده است، اگرچه ممکن است فوران‌هایی حدود ۱۰ هزار سال پیش نیز اتفاق افتاده باشد.

## برنامه‌های احیاء جزیره
در سال ۱۹۹۳، مجلس قانونگذاری ایالت هاوایی، «منطقه حفاظت‌شده جزیره کاهولاوی» را تأسیس کرد که شامل کل جزیره و آب‌های اطراف آن تا شعاع سه کیلومتری از ساحل می‌شود. طبق قانون ایالتی، کاهولاوی و آب‌های اطراف آن فقط برای مقاصد فرهنگی، معنوی و معیشتی بومیان هاوایی، ماهیگیری، احیای محیط زیست، حفظ آثار تاریخی و آموزش قابل استفاده هستند و هرگونه استفاده تجاری از آن ممنوع است.
همچنین، «کمیسیون منطقه حفاظت‌شده جزیره کاهولاوی» برای مدیریت این منطقه ایجاد شد. احیای کاهولاوی نیازمند راهبردی برای کنترل فرسایش، احیای پوشش گیاهی، تغذیه سفره‌های آب زیرزمینی و جایگزینی تدریجی گیاهان مهاجم با گونه‌های بومی است. این برنامه‌ها شامل روش‌هایی برای احداث سد در دره‌ها و کاهش رواناب سطحی ناشی از باران هستند. در برخی مناطق، گیاهان غیربومی به‌طور موقت برای تثبیت خاک قبل از کاشت گونه‌های بومی دائمی استفاده می‌شوند.
در ژوئیه ۲۰۱۵، طرحی برای احیای پرندگان و اکوسیستم بومی هاوایی در کاهولاوی پیشنهاد شد. این طرح شامل حذف گربه‌های وحشی، موش‌های پلینزی و موش‌های خانگی از جزیره است. در این سند، پیامدهای زیستی، فرهنگی، مالی و قانونی مرتبط با ریشه‌کنی این گونه‌های مهاجم بررسی شده است.